# 立川市警察
立川市警察（たちかわしけいさつ）は、かつて存在した東京都立川市の自治体警察。

## 概要
旧警察法施行で、従来の警視庁が解体され、1948年（昭和23年）3月7日に立川市警察署が設置された。
その後、1954年（昭和29年）に、旧警察法が全面改正されて新警察法が公布された。これにより国家地方警察と自治体警察が廃止され、新たに都道府県警察として警視庁が発足。立川市警察も警視庁に統合され、姿を消した。